# Equació de Laplace
En càlcul vectorial, l'equació de Laplace és una equació en derivades parcials de segon ordre de tipus el·líptic, que rep aquest nom en honor del físic i matemàtic Pierre-Simon Laplace.
Introduïda per les necessitats de la mecànica newtoniana, l'equació de Laplace apareix en moltes altres branques de la física teòrica com l'astronomia, l'electroestàtica, la mecànica de fluids o la mecànica quàntica, i en branques de les matemàtiques com l'anàlisi complexa.

## Definició
L'equació de Laplace es defineix com:
{\displaystyle \Delta u=0}
on {\displaystyle \Delta } és l'operador laplacià i u són funcions reals o complexes.
L'equació de Laplace es tracta d'un cas particular de l'equació de Poisson:
{\displaystyle \Delta u=f} quan la funció  f  és zero.
A les funcions solucions de l'equació de Laplace se'ls anomena funcions harmòniques.

## Condicions inicials
El problema de Cauchy per l'equació de Laplace s'anomena un problema  plantejat no correctament , ja que la solució no depèn contínuament de les dades del problema. Aquests problemes mal definits no són usualment satisfactoris per a les aplicacions físiques.

## Condicions de frontera

### Problema de Dirichlet
El problema de Dirichlet consisteix a trobar una funció harmònica donats els seus valors a la frontera d'un domini acotat. Això és:
trobar una funció o amb primera i segona derivades contínues en D i continua a la frontera de D
{\displaystyle \Delta u=0} en D
{\displaystyle U=\varphi } a la frontera de D
per certa funció {\displaystyle \varphi } contínua a la frontera de D.
Com a conseqüència del principi fort del màxim de les funcions harmòniques s'ha de la solució del problema de Dirichlet si existeix és única.

## Equació de Laplace tridimensional
A coordenades cartesianes, en un espai euclidià de tres dimensions, el problema consisteix a trobar totes les funcions de tres variables reals {\displaystyle u(x,y,z)\,\!} que verifiquen l'equació en derivades parcials de segon ordre:
{\displaystyle {\frac {\partial ^{2}u}{\partial x^{2}}}\ +\ {\frac {\partial ^{2}u}{\partial y^{2}}}\ +\ {\frac {\partial ^{2}u}{\partial z^{2}}}\ =\ 0}
Per simplificar l'escriptura, s'introdueix l'operador diferencial {\displaystyle \Delta \,\!} (operador laplacià) tal que l'equació ens queda:
{\displaystyle \Delta u\ =\ 0}

## Equació de Laplace bidimensional
A coordenades cartesianes, en un espai euclidià de dues dimensions, el problema consisteix a trobar totes les funcions de dues variables reals {\displaystyle u(x,y)} que verifiquen:
{\displaystyle {\frac {\partial ^{2}u}{\partial x^{2}}}\ +\ {\frac {\partial ^{2}u}{\partial y^{2}}}\ =\ 0}
{\displaystyle {\frac {\partial ^{2}u}{\partial x^{2}}}\ +\ {\frac {\partial ^{2}u}{\partial y^{2}}}\ =\ 0}

### Problema de Dirichlet

#### Problema de Dirichlet en el cercle unitat
Per la  fórmula integral de Poisson  tenim que la solució al problema en un cercle (expressant la solució en coordenades polars) és:
{\displaystyle u(r,\theta )={1 \over 2\pi }\int _{0}^{2\pi }{1-r^{2} \over 1+r^{2}-2r\cos(\theta -t)}o(1,t)\,dt\;}

#### Problema de Dirichlet en el semiplà superior
S'obté la coneguda com  fórmula integral de Schwartz :
{\displaystyle u(x,y)={i \over \pi }\int _{-\infty }^{\infty }{u(s,0) \over (x-s)^{2}+y^{2}}\,Ds\;}